# Icon Medialab
Icon Medialab var ett internetkonsultföretag under IT-bubblan i Sverige. Företaget grundades 1996 i Stockholm av tidigare Kinnevik-anställda Johan Staël von Holstein, Jesper Jos Olsson, Erik Wikström och Magnus Lindahl och flyttade några år senare huvudkontoret till en av Hötorgsskraporna.  

## Historik
Johan Staël von Holstein var, vid sidan av Jonas Birgersson på Framtidsfabriken, en av frontfigurerna för den svenska internetutvecklingen i slutet av 1990-talet. Exponeringen i media i kombination med Staël von Holsteins självsäkerhet lockade till både investerare och kunder. Icon Medialab växte i mycket snabb takt och bland kunderna fanns storföretag som SAS, Ericsson, Vattenfall och Posten.
Bolaget börsnoterades, som första svenska internetkonsultföretag, på SBI-listan (numera NGM Equity) 1998 för att senare flytta till Stockholmsbörsens dåvarande O-lista i november samma år. Björn Nordstrand var en av de första att ställa upp med kapital. Icon Medialab växte i en mycket snabb takt första åren, dels organiskt, dels genom att köpa upp konkurrenter. År 2000 hade Icon Medialab en omsättning på cirka 1,7 miljarder kronor, men utan att redovisa positivt resultat.
Den snabba globala expansionen gjorde att företaget gick med hundratals miljoner kronor i förlust och drogs med i IT-kraschen. Under sommaren 2000 publicerade Expressen en granskande artikelserie om Icon Medialab i allmänhet, och Johan Staël von Holstein i synnerhet. Artikelserien gav journalisten Peter Kadhammar Stora Journalistpriset och Staël von Holstein har beskyllt honom för Icon Medialabs fall och menar att företaget inte fick en enda ny kund efter att serien av reportage publicerats.
Ulf Dahlsten var under en period vd för bolaget sedan år 1999 men avgick i januari 2001 i samband med en preliminär kvartalsrapport, som visade att bolaget hade gjort en förlust på 140 miljoner kronor fjärde kvartalet 2000. Han efterträddes av Rens Buchwaldt. I januari 2002  gick företaget samman med den nederländska konkurrenten Lost Boys. Det svenska dotterbolaget försattes i konkurs i maj samma år och 180 kvarvarande anställda fick lämna företaget.
Två år senare bytte bolaget namn till LB Icon AB. År 2006 gick bolaget ihop med Framfab under namnet LBI International AB. Icon Medialab används idag endast som namn för LBI Internationals Madrid- och Milanokontor.

## Omsättning och nettoresultat
- 1996: 4,49 miljoner kronor / –5,06 miljoner kronor (10 månader: mars-december)
- 1997: 43,1 miljoner kronor / –24,7 miljoner kronor
- 1998: 131,6 miljoner kronor / –34,1 miljoner kronor[6]
- 1999: 416,6 miljoner kronor / –299 miljoner kronor[7]
- 2000: 1 700,2 miljoner kronor
- 2001: 1 186,3 miljoner kronor
- 2002: 653,0 miljoner kronor / –440,8 miljoner kronor
- 2003: 481,6 miljoner kronor / –66,3 miljoner kronor

## Personal
Anställda vid årens slut
- 1996: 62
- 1997: 141
- 1998: 300[6]
- 2002: 180

Verkställande direktörer
- 1998–1999: Franco Fedeli
- 1999–2001: Ulf Dahlsten
- 2001–2xxx: Rens Buchwaldt